# 水木貴広
水木 貴広（みずき たかひろ、1971年12月16日 - ）は、飴細工師。

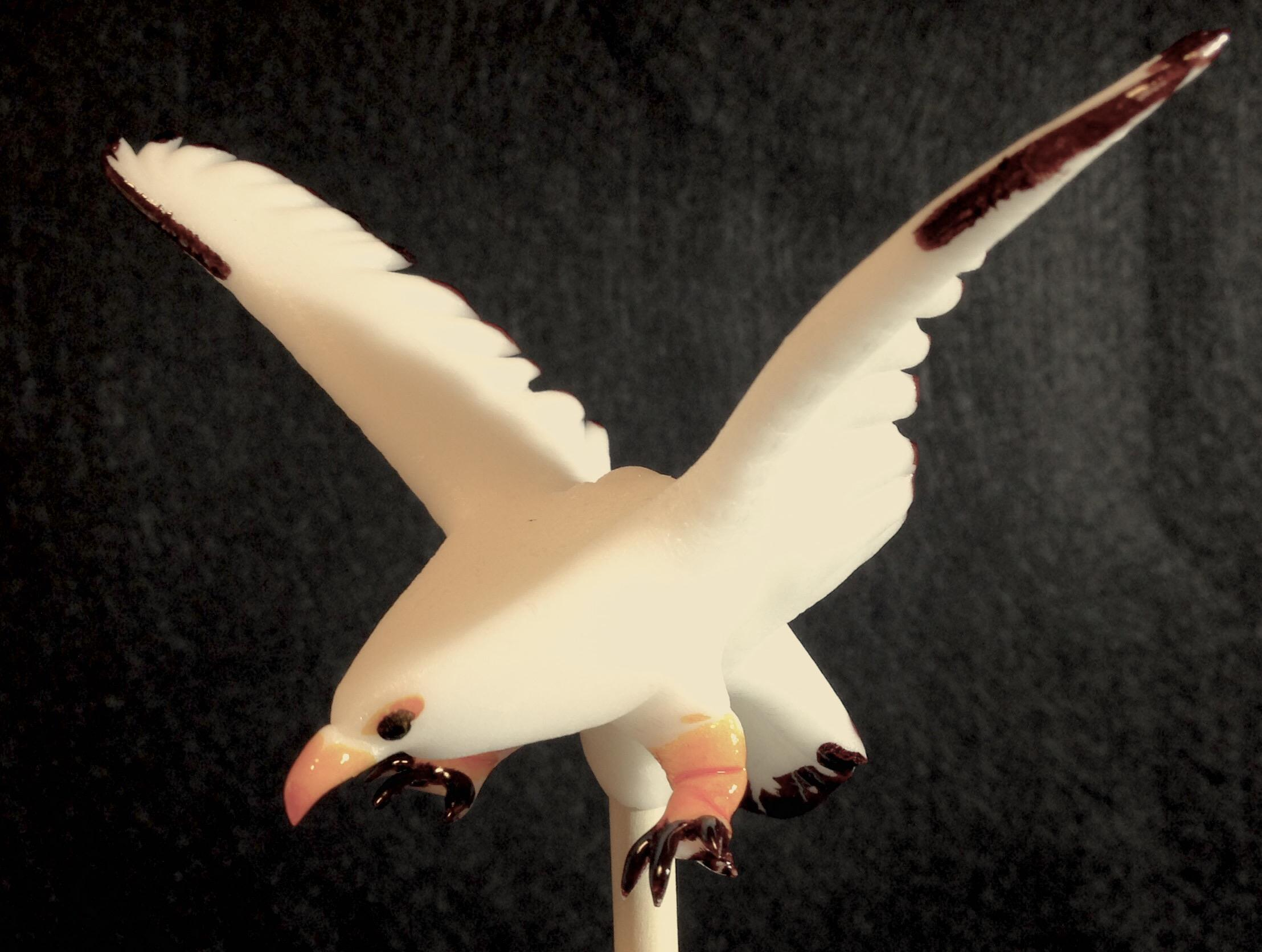
飴細工師(Amezaiku-shi=Candy Man)水木貴広（Takahiro Mizukiによるハヤブサ（Falcon)

飴を空気で膨らませる「ふくらまし」の技を使う数少ない飴細工師のひとり。全国のイベント、パーティーなどに出演し、新聞、雑誌、テレビ、ラジオなどさまざまなメディアでも活躍中。
東京都八王子市生まれ。海城高等学校、慶應義塾大学法学部法律学科卒業。伊豆七島・新島の教育委員会で地方公務員として勤務した後、2000年から飴細工に携わる。2003年、森永製菓のハイチュウのWebサイトにてハイチュウを使った飴細工が起用される。その後TBS「所萬遊記」の「所遺産」に認定、東京MXテレビ「5時に夢中!」の「スーパー職人」に認定されるなど、メディアで取り上げられ注目を集める。2015年の初頭にはアブダビの産業展示会でも実演を行うなど、海外での活動も行っている。